# 松江南京駅
松江南京駅（しょうこうなんきんえき）は台湾台北市中山区にある、台北捷運の駅。

## 利用可能な鉄道路線
- 台北捷運
  -  中和新蘆線 - 駅番号はO08
  -  松山新店線 - 駅番号はG15

## 歴史
- 2010年11月3日 - 蘆洲線と新荘線の台北市内先行開通に伴い開業[1]。
- 2013年11月15日 - 松山線が開業し、当駅に接続[2]。

## 駅構造

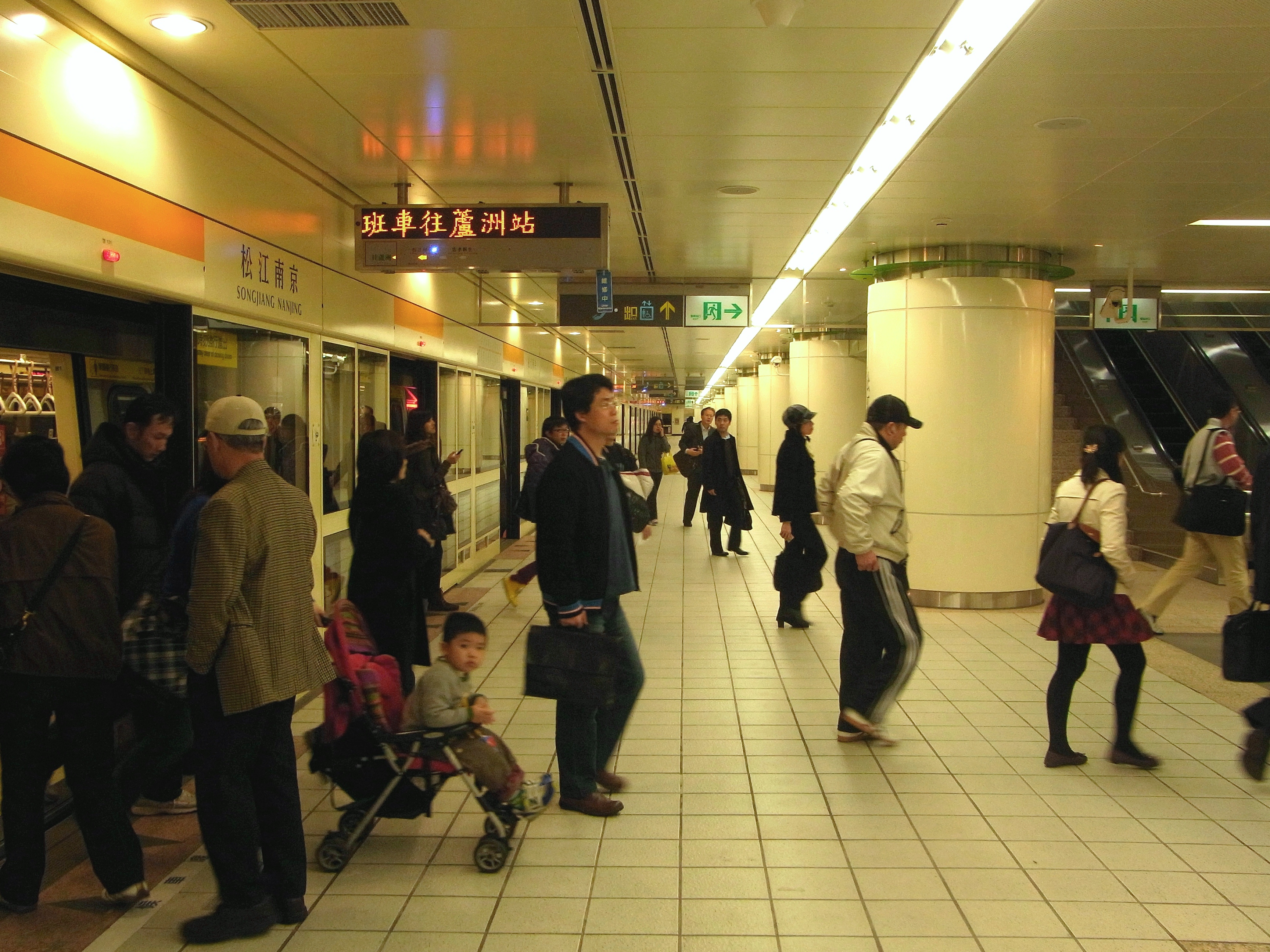
中和新蘆線ホーム

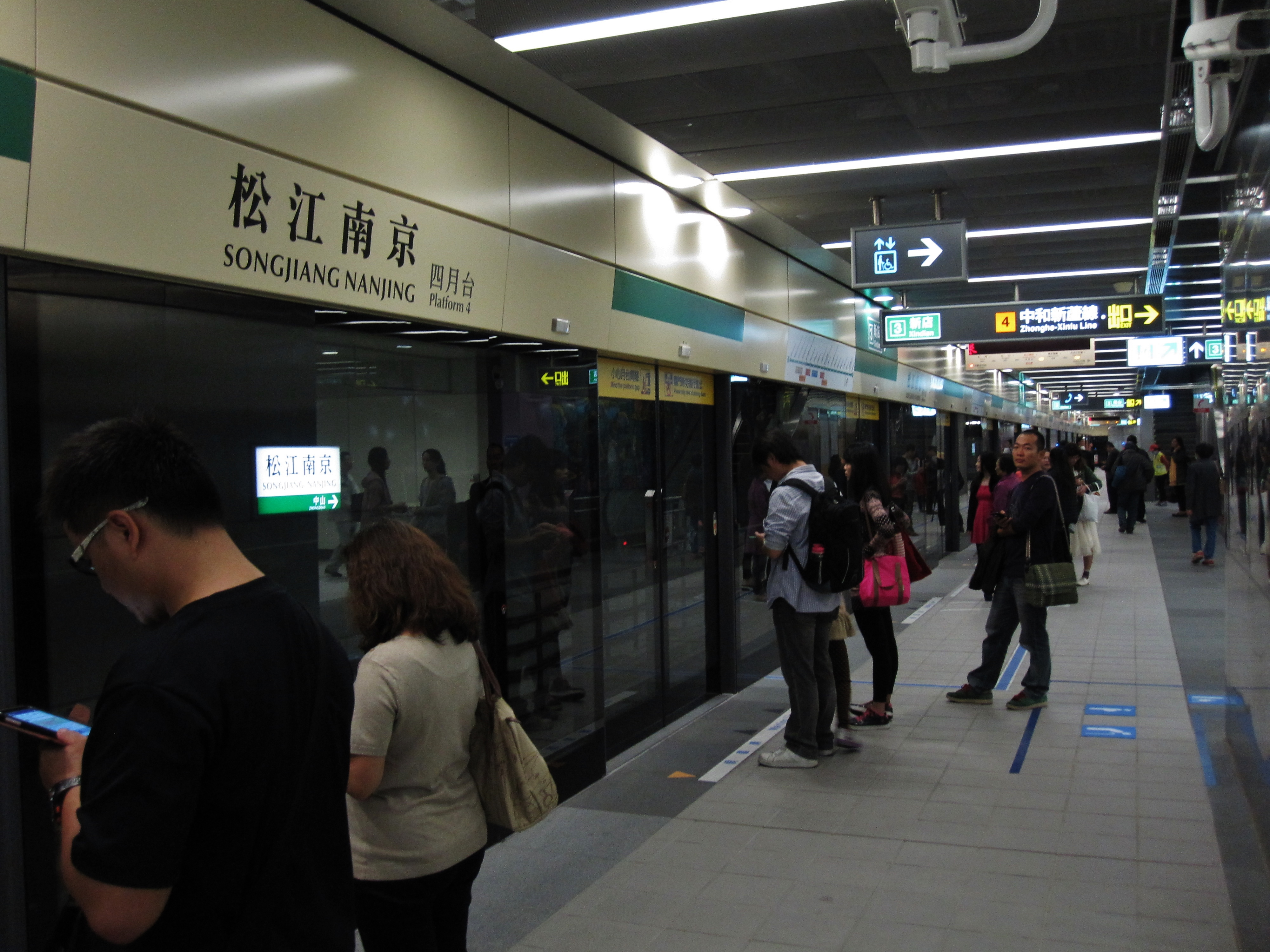
松山新店線ホーム

中和新蘆線は島式ホーム1面2線の地下駅。ホームは地下4階にある。出入口は5箇所。
松山新店線は相対式ホーム2面2線の地下駅。ホームは地下2階にある。出入口は3箇所。

### 駅階層
| 地面      | 出入口                               | 出入口                                           |
| 地下 一階 | コンコース                           | コンコース、案内所、自動券売機、自動改札、トイレ |
| 地下 二階 | 通道層                               | エスカレーター、階段、コンコース、橘線ホームへ   |
| 地下 二階 | 相対式ホーム                         |                                                  |
| 地下 二階 | 1番線                                | ←松山新店線 松山方面（南京復興駅）               |
| 地下 二階 | 2番線                                | → 松山新店線 台電大楼・新店方面（中山駅）→       |
| 地下 二階 | 相対式ホーム                         |                                                  |
| 地下 二階 | 通路層                               | エスカレーター、階段、コンコース、橘線ホームへ   |
| 地下 四階 | 1番線                                | ←中和新蘆線 迴龍・蘆洲方面（行天宮駅）           |
| 地下 四階 | 島式ホーム、車両左側のドアが開閉する |                                                  |
| 地下 四階 | 2番線                                | →中和新蘆線 南勢角方面（忠孝新生駅）→            |

### 駅出口
出口7・8が駅の北側に、出口2・3・4が南側に、出口1が西側に、出口5・6が東側にそれぞれある。身障者用のエレベーターは出口1・2・8にある。
- 出口1：一江街
- 出口2：南京東路
- 出口3：松江公園
- 出口4：伊通公園
- 出口5：南京東路二段138巷付近
- 出口6：南京東路二段115巷付近
- 出口7：四平陽光商圏、市立大同高中
- 出口8：松江路

## 利用状況
| 年   | 年間利用客数 | 年間利用客数 | 年間利用客数 | 年間利用客数 | 1日平均 | 1日平均 |
| 年   | 乗車         | 下車         | 乗降計       | 出典         | 乗車    | 乗降    |
| ---- | ------------ | ------------ | ------------ | ------------ | ------- | ------- |
| 2010 | 674,050      | 683,347      | 1,357,397    | [ 3 ]        | 11,425  | 23,007  |
| 2011 | 4,436,515    | 4,756,924    | 9,193,439    | [ 3 ]        | 12,155  | 25,188  |
| 2012 | 6,575,737    | 7,134,885    | 13,710,622   | [ 3 ]        | 17,966  | 37,461  |
| 2013 | 9,025,318    | 9,798,254    | 18,823,572   | [ 3 ]        | 24,727  | 51,571  |
| 2014 | 10,270,006   | 11,073,960   | 21,343,966   | [ 3 ]        | 28,137  | 58,477  |
| 2015 | 11,065,550   | 11,608,206   | 22,673,756   | [ 3 ]        | 30,317  | 62,120  |
| 2016 | 11,630,545   | 12,177,111   | 23,807,656   | [ 3 ]        | 31,777  | 65,048  |
| 2017 | 11,879,399   | 12,440,191   | 24,319,590   | [ 3 ]        | 32,546  | 66,629  |
| 2018 | 12,177,961   | 12,712,462   | 24,890,423   | [ 3 ]        | 33,364  | 68,193  |
| 2019 | 12,759,451   | 13,253,324   | 26,012,775   | [ 3 ]        | 34,957  | 71,268  |
| 2020 | 11,114,008   | 11,555,453   | 22,669,461   | [ 3 ]        | 30,366  | 61,938  |
| 2021 | 8,580,551    | 8,871,473    | 17,452,024   | [ 3 ]        | 23,508  | 47,814  |

## 駅周辺
- パナマ（巴拿馬）大使館
- 六番目の幸福（六福客棧）（本駅と行天宮駅の間）
- 長栄桂冠酒店（中国語版）（Evergreen Laurel Hotels）
- 四平街商圏
- 国賓長春戯院（中国語版）
- 松江詩園
- 伊通公園
- 台北市立大同高級中学
- 台北市立中山女子高級中学
- 台北市立長安国民中学（中国語版）
- 長春国小
- YouBike（台北市公共自転車（中国語版））捷運松江南京駅(7号出口)
- 文水芸文中心（中国語版）
- 全聯福利中心 中山南京店（スーパーマーケット）

## 隣の駅
台北捷運
 中和新蘆線
行天宮駅 O09 - 松江南京駅 O08 - 忠孝新生駅 O07
 松山新店線
中山駅 G14 - 松江南京駅 G15 - 南京復興駅 G16